# مؤسسه ملی تحقیقات ژنوم انسان

موسسه ملی تحقیقات ژنوم انسان ایالات متحده آمریکا (به انگلیسی: National Human Genome Research Institute) مشهور به NHGRI، یکی از اعضای موسسات ملی بهداشت ایالات متحده آمریکا (مشهور به NIH) می‌باشد.
وظیفه این مرکز فدرال رهبری و نظارت بر تحقیقات علوم و فناوری در حیطه ژنتیک می‌باشد.
دفاتر این موسسه که در سال ۱۹۸۹ تأسیس شد در جنوب ایالت مریلند واقع گردیده است.

## جستارهای مربوط
- انجمن قلب آمریکا
- مرکز تحقیقات ژنتیک پزشکی

## وب‌گاه رسمی
- وبگاه رسمی
- مرکز تحقیقات ژنتیک پزشکی